# 戸口米次郎

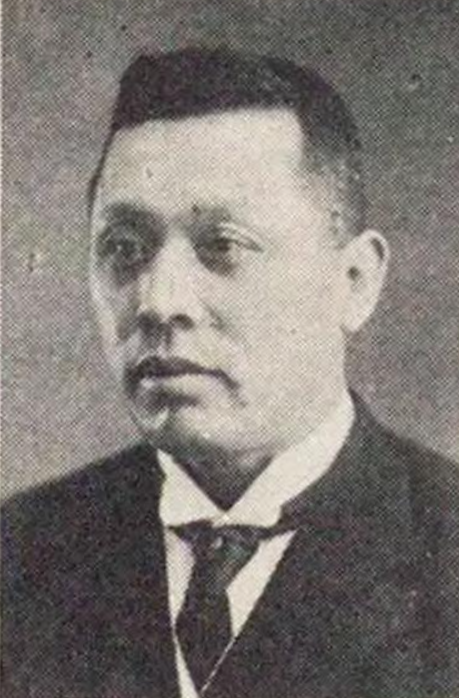
戸口米次郎

戸口 米次郎（とぐち よねじろう、1882年（明治15年）5月 - 1967年（昭和42年）6月24日）は、昭和時代の政治家。実業家。貴族院多額納税者議員。奈良県生駒郡郡山町長。

## 経歴
奈良県出身。
1936年（昭和11年）以降、郡山町長、生駒郡町村長会長、奈良県町村会副会長などのほか、郡山町農業会長、郡山莫大小組合長、奈良県輸出莫大小工業組合理事長を歴任した。
1946年（昭和21年）8月には奈良県多額納税者として貴族院議員に互選され、同月30日に就任し、1947年（昭和22年）5月2日の貴族院廃止まで務めた。

## 栄典
勲章等
- 1942年（昭和17年）7月27日 - 紺綬褒章[3]